# 흑사회 (2005년 영화)
《흑사회》(黑社會, Election)는 홍콩에서 제작된 두기봉 감독의 2005년 느와르, 액션, 범죄 영화이다. 양가휘 등이 주연으로 출연하였고 두기봉 등이 제작에 참여하였다.

## 출연

### 주연
- 양가휘
- 임달화
- 고천락

### 조연
- 안지걸
- 임설
- 비우 로 체
- 장가휘
- 시우파이 청
- 노해붕
- 임가동
- 왕천림
- 담병문
- 소미기
- 강대위
- 유융
- 응채아
- 진소붕
- 원빈
- 오정엽
- 황호연
- 차보라
- 황지위
- 조지성
- 황사은
- 임문위
- 하한주
- 당배중
- 장지평
- 신선
- 왕종
- 곽봉
- 이일승
- 원보
- 견무강
- 홍라발
- 하주
- 나영창
- 여세등
- 증건용
- 황화화

## 기타
- 프로듀서: 하택신
- 프로듀서: 주숙의
- 프로듀서: 훤지걸
- 프로듀서: 나영창
- 프로듀서: 나수요
- 프로듀서: 향화강
- 조명: 호국초
- 조감독: 진위웅
- 녹음: 이선국
- 녹음: Showreel Film Facilities
- 음향편집: 막미화
- 음향편집: 나백우
- 미술: 여흥화
- 소품: 구영기
- 특수효과: 마문현
- 특수효과: 왕례권
- 특수효과: 임벽문
- 분장: 주혜방
- 헤어: 광득은
- 의상: 장세걸
- 무술감독: 황지위